# Contea di Kisumu
La Contea di Kisumu è una della 47 contee del Kenya situata nell'ex Provincia di Nyanza. Al censimento del 2019 ha una popolazione di 1.155.574 abitanti. Il capoluogo della contea è Kisumu. Altre città importanti sono: Awasi, Muhoroni e Ahero.